# Dubai Tennis Championships 2024
Dubai Tennis Championships 2024 var den 32:a upplagan för herrar och 24:e upplagan för damer av Dubai Tennis Championships, en tennisturnering i Dubai i Förenade arabemiraten. Herrturneringen var en ATP 500-turnering på ATP-touren 2024 och spelades utomhus på hard court mellan den 26 februari och 2 mars 2024. Damturneringen var en WTA 1000-turnering på WTA-touren 2024 och spelades utomhus på hard court mellan den 18 och 24 februari 2024.

## Mästare

### Herrsingel
- Ugo Humbert besegrade  Alexander Bublik, 6–4, 6–3

### Damsingel
- Jasmine Paolini besegrade  Anna Kalinskaja, 4–6, 7–5, 7–5

### Herrdubbel
- Tallon Griekspoor /  Jan-Lennard Struff besegrade  Ivan Dodig /  Austin Krajicek, 6–4, 4–6, [10–6]

### Damdubbel
- Storm Hunter /  Kateřina Siniaková besegrade  Nicole Melichar-Martinez /  Ellen Perez, 6–4, 6–2

## Poäng och prispengar

### Poängfördelning
| Gren       | Mästare | Final | Semifinal | Kvartsfinal | Åttondelsfinal | Sextondelsfinal | 28-delsfinal | Kvalificerad till huvudturneringen | Kvalomgång 2 | Kvalomgång 1 |
| Herrsingel | 500     | 330   | 200       | 100         | 50             | 0               | —            | 25                                 | 13           | 0            |
| Herrdubbel | 500     | 330   | 200       | 100         | 0              | —               | —            | 45                                 | 25           | 0            |
| Damsingel  | 1000    | 650   | 390       | 215         | 120            | 65              | 10           | 30                                 | 20           | 2            |
| Damdubbel  | 1000    | 650   | 390       | 215         | 120            | 1               | —            | —                                  | —            | —            |

### Prispengar
| Gren                            | Mästare   | Final     | Semifinal | Kvartsfinal | Åttondelsfinal | Sextondelsfinal | 28-delsfinal | Kvalomgång 2 | Kvalomgång 1 |
| Herrsingel                      | 550 140 $ | 296 000 $ | 157 755 $ | 80 600 $    | 43 025 $       | 22 945 $        | —            | 11 760 $     | 6 595 $      |
| Herrdubbel*                     | 180 700 $ | 96 370 $  | 48 760 $  | 24 380 $    | 12 620 $       | —               | —            | —            | —            |
| Damsingel                       | 454 500 $ | 267 690 $ | 138 000 $ | 63 350 $    | 31 650 $       | 17 930 $        | 12 848 $     | 7 650 $      | 4 000 $      |
| Damdubbel*                      | 148 845 $ | 75 310 $  | 37 275 $  | 18 765 $    | 9 510 $        | 4 695 $         | —            | —            | —            |
| *Prispengar i dubbel är per lag |           |           |           |             |                |                 |              |              |              |

## Tävlande i herrsingeln

### Seedning
| Land      | Spelare                     | Rank1 | Seedning |
| --------- | --------------------------- | ----- | -------- |
|           | Daniil Medvedev             | 4     | 1        |
|           | Andrej Rubljov              | 5     | 2        |
| Polen     | Hubert Hurkacz              | 8     | 3        |
|           | Karen Chatjanov             | 17    | 4        |
| Frankrike | Ugo Humbert                 | 18    | 5        |
| Frankrike | Adrian Mannarino            | 20    | 6        |
| Kazakstan | Alexander Bublik            | 21    | 7        |
| Spanien   | Alejandro Davidovich Fokina | 24    | 8        |

- Rankingen är per den 19 februari 2024.[3]

### Övrig spelarinformation
Följande spelare fick ett wild card till turneringen:
- Gaël Monfils
- Sumit Nagal
- Abdullah Shelbayh

Följande spelare gick in i turneringen med skyddad ranking:
- Milos Raonic
- Denis Shapovalov

Följande spelare gick in i turneringen genom dispens:
- Jakub Menšík

Följande spelare kvalificerade sig genom kvalturneringen:
- Arthur Cazaux
- Márton Fucsovics
- Tomáš Macháč
- Maximilian Marterer

Följande spelare kvalificerade sig som lucky loser:
- Luca Van Assche

### Spelare som dragit sig ur
- Alexei Popyrin → ersatt av  Luca Van Assche
- Milos Raonic → ersatt av  Botic van de Zandschulp

## Tävlande i herrdubbeln

### Seedning
| Land           | Spelare        | Land        | Spelare         | Rank1 | Seedning |
| -------------- | -------------- | ----------- | --------------- | ----- | -------- |
| Indien         | Rohan Bopanna  | Australien  | Matthew Ebden   | 3     | 1        |
| Kroatien       | Ivan Dodig     | USA         | Austin Krajicek | 10    | 2        |
| Storbritannien | Jamie Murray   | Nya Zeeland | Michael Venus   | 37    | 3        |
| Nederländerna  | Wesley Koolhof | Kroatien    | Nikola Mektić   | 38    | 4        |

- Rankingen är per den 19 februari 2024.

### Övrig spelarinformation
Följande dubbelpar fick ett wild card till turneringen:
- Michael Agwi /  Osgar O'Hoisin
- Skander Mansouri /  Aisam-ul-Haq Qureshi

Följande dubbelpar kvalificerade sig genom kvalturneringen:
- Yuki Bhambri /  Robin Haase

Följande dubbelpar kvalificerade sig som lucky losers:
- Andreas Mies /  John-Patrick Smith

### Spelare som dragit sig ur
- Marcelo Arévalo /  Mate Pavić → ersatt av  Andreas Mies /  John-Patrick Smith
- Karen Khatjanov /  Andrej Rubljov → ersatt av  Ariel Behar /  Adam Pavlásek

## Tävlande i damsingeln

### Seedning
| Land      | Spelare                 | Rank1 | Seedning |
| --------- | ----------------------- | ----- | -------- |
| Polen     | Iga Świątek             | 1     | 1        |
|           | Aryna Sabalenka         | 2     | 2        |
| USA       | Coco Gauff              | 3     | 3        |
| Kazakstan | Jelena Rybakina         | 4     | 4        |
| Tunisien  | Ons Jabeur              | 6     | 5        |
| Kina      | Zheng Qinwen            | 7     | 6        |
| Tjeckien  | Markéta Vondroušová     | 8     | 7        |
| Grekland  | Maria Sakkari           | 9     | 8        |
| Lettland  | Jeļena Ostapenko        | 11    | 9        |
|           | Daria Kasatkina         | 13    | 10       |
| Brasilien | Beatriz Haddad Maia     | 14    | 11       |
|           | Ljudmila Samsonova      | 15    | 12       |
|           | Veronika Kudermetova    | 18    | 13       |
|           | Jekaterina Aleksandrova | 19    | 14       |
| Ukraina   | Elina Svitolina         | 20    | 15       |
| Frankrike | Caroline Garcia         | 21    | 16       |

- Rankingen är per den 12 februari 2024.[4]

### Övrig spelarinformation
Följande spelare fick ett wild card till turneringen:
- Ashlyn Krueger
- Lulu Sun
- Dajana Jastremska
- Zhang Shuai

Följande spelare gick in i turneringen med skyddad ranking:
- Paula Badosa

Följande spelare kvalificerade sig genom kvalturneringen:
- Clara Burel
- Magdalena Fręch
- Nao Hibino
- Storm Hunter
- Anna Kalinskaja
- Bernarda Pera
- Viktorija Tomova
- Wang Xiyu

Följande spelare kvalificerade sig som lucky losers:
- Lucia Bronzetti
- Cristina Bucșa
- Elisabetta Cocciaretto

### Spelare som dragit sig ur
- Ons Jabeur → ersatt av  Cristina Bucșa
- Angelique Kerber → ersatt av  Anastasija Pavljutjenkova
- Marta Kostiuk → ersatt av  Lucia Bronzetti
- Barbora Krejčíková → ersatt av  Peyton Stearns
- Karolína Muchová → ersatt av  Mirra Andrejeva
- Jessica Pegula → ersatt av  Arantxa Rus
- Lesia Tsurenko → ersatt av  Elisabetta Cocciaretto

## Tävlande i damdubbeln

### Seedning
| Land             | Spelare                  | Land        | Spelare            | Rank1 | Seedning |
| ---------------- | ------------------------ | ----------- | ------------------ | ----- | -------- |
| Kinesiska Taipei | Hsieh Su-wei             | Belgien     | Elise Mertens      | 3     | 1        |
| Kanada           | Gabriela Dabrowski       | Nya Zeeland | Erin Routliffe     | 11    | 2        |
| USA              | Nicole Melichar-Martinez | Australien  | Ellen Perez        | 23    | 3        |
| Australien       | Storm Hunter             | Tjeckien    | Kateřina Siniaková | 24    | 4        |
| Nederländerna    | Demi Schuurs             | Brasilien   | Luisa Stefani      | 30    | 5        |
| Ukraina          | Ljudmyla Kitjenok        | Lettland    | Jeļena Ostapenko   | 32    | 6        |
| Kinesiska Taipei | Chan Hao-ching           | Mexiko      | Giuliana Olmos     | 50    | 7        |
| USA              | Caroline Dolehide        | USA         | Desirae Krawczyk   | 54    | 8        |

- Rankingen är per den 12 februari 2024.

### Övrig spelarinformation
Följande dubbelpar fick ett wild card till turneringen:
- Caroline Garcia /  Kristina Mladenovic
- Sarah Beth Grey /  Eden Silva
- Ankita Raina /  Prarthana Thombare